# Ouanne (Yonne)
Ouanne es una localidad y comuna francesa situada en la región de Borgoña, departamento de Yonne, en el distrito de Auxerre y cantón de Courson-les-Carrières.
En 1972 se le incorporaron las comunas de Chastenay y Merry-Sec. Esta última recuperó su independencia municipal en 1979.

## Demografía
| 1 019 | 1 054 | 1 008 | 1 179 | 1 169 | 1 130 | 1 213 | 1 239 | 1 207 | 1 182 | 1 204 | 1 260 | 1 078 | 1 054 | 1 093 | 1 027 | 1 032 | 991 | 895 | 862 | 750 | 730 | 720 | 688 | 630 | 664 | 814 | 766 | 649 | 589 | 627 | 661 | 694 |
| Para los censos de 1962 a 1999 la población legal corresponde a la población sin duplicidades (Fuente: INSEE [Consultar]) |       |       |       |       |       |       |       |       |       |       |       |       |       |       |       |       |     |     |     |     |     |     |     |     |     |     |     |     |     |     |     |     |

Incluye la comuna asociada (commune associée) de Chastenay, con 110 habitantes en el censo de 1999.
Gráfico de la población de la comuna de Ouanne desde 1793
Gráfico de la población de la antigua comuna de Chastenay desde 1793 hasta su desaparición